# Еврит (митология)
Еврит в древногръцката митология е син на Менелай и Стратоника, баща на Ифит и Молиона. Цар на Ехалия в Тесалия. Участник в похода на аргонавтите. Отличен стрелец и учител на Херакъл по стрелба с лък.
Еврит обещава ръката на дъщеря си Иола на този герой, който мята стрелите по-изкусно от него. На състезанието Херакъл го надвил, но Еврит не изпълнил обещанието си под предлог, че героят слугувал на Евристей и омърсил ръцете си с убийства. Херакъл събрал войска и потеглил към Ехалия и го превзел. Убива Еврит и синовете му и сам взема Иола. Според друга версия бил убит от Аполон, понеже дръзнал да го предизвика на състезание по стрелба. Лъкът му преминал в ръцете на Ифит, който го подарил на Одисей.